# Джонсонбо, Ричард
Ричард Ф. Джонсонбо (род. в 1941) — американский математик и учёный-компьютерщик. Областью его исследований являются дискретная математика и история математики.
Джонсонбо получил степень бакалавра в Йельском университете, а затем перешёл в Орегонский университет для обучения в аспирантуре. Он защитил докторскую диссертацию в Орегоне в 1969 году. Его диссертация I. Классические фундаментальные группы и теория покрытия пространства в постановке Картана и Шевалле; II. Пространства и алгебры векторнозначных дифференцируемых функций под руководством Бертрама Юда. Он также имеет вторую степень магистра компьютерных наук Иллинойского университета в Чикаго.
В настоящее время он является почётным профессором Университета Де Поля.

## Книги
- Discrete Mathematics (MacMillan, 1984; 8-е изд., Pearson, 2018 г.)[4]
- Foundations of Mathematical Analysis (совместно с W. E. Pfaffenberger, Marcel Dekker, 1981; Dover, 2010 г.)[5]
- Applications Programming in ANSI C (совместно с Martin Kalin, Prentice Hall, 1993; 3-е изд., 1996 г.)
- Object-oriented Programming in C++ (совместно с Martin Kalin, Prentice Hall, 1995 г.)
- Algorithms (совместно с Marcus Schaefer, Prentice Hall, 2003 г.)[6]